# Sabahudin Bilalović
Pour les articles homonymes, voir Bilalović.
Sabahudin « Dino » Bilalović, né le 7 mai 1960 à Trebinje et mort le 29 juillet 2003 à Makarska, est un joueur bosnien de basket-ball, évoluant au poste de pivot.
Bilalović commence sa carrière au KK Bosna de Sarajevo en 1977. En 1978-1979, le KK Bosna remporte la Coupe d’Europe des clubs champions face au Emerson Varese.
En 1993, Bilalović participe au championnat d'Europe de basket-ball avec la Bosnie-Herzégovine. L'équipe finit à la 8e place et Bilalović est le meilleur marqueur de la compétition et Bilalović est le meilleur marqueur de la compétition avec 24,6 points en moyenne par rencontre.
Il meurt d'un arrêt cardiaque le 29 juillet 2003 alors qu'il nageait avec son fils dans la station balnéaire croate de Makarska.

## Palmarès

### Club
- Coupe d’Europe des clubs champions : 1979

### Sélection nationale
- Championnat d'Europe
  - 8e du Championnat d'Europe 1993 en Allemagne